# رسغي والاس
رسغي والاس أو أبخص والاس أو ترسير والاس هو نوع من الأبخص اكتشف عام 2010، يعيش في غابات منطقةٍ صغيرةٍ ومعزولة بمقاطعة سولاوسي الوسطى الإندونيسية، حيث يتغذى على الحشرات والحيوانات الصغيرة. يتوزَّع النوع بدوره داخل المقاطعة على منطقتين منفصلتين عن بعضهما البعض، حيث تحول بينهما مدينة بالو والمنطقة المحيطة بها. يتعرض ترسير والاس لخطر تدمير بيئته الطبيعية.